# آپولیپوپروتئین
آپولیپوپروتئین‌ها پروتئین‌هایی هستند که لیپیدها (مواد محلول در روغن مانند چربی و کلسترول) را به یکدیگر متصل می‌کنند تا لیپوپروتئین‌ها را تشکیل دهند. آن‌ها چربی‌ها (ویتامین‌های محلول در چربی) را در خون، مایع مغزی نخاعی و لنف انتقال می‌دهند.
اجزای لیپیدهای لیپوپروتئین‌ها در آب نامحلول هستند. اما به‌دلیل خاصیت شویندگی (آمفیپاتیک) آن‌ها، آپولیپوپروتئین‌ها و سایر مولکول‌های آمفیپاتیک (مانند فسفولیپیدها) می‌توانند لیپیدها را احاطه کرده و یک ذرهٔ لیپوپروتئین ایجاد کنند که خود محلول در آب باشد و از این طریق می‌تواند از طریق گردش خون مبتنی بر آب (یعنی خون، و لنف) جریان یابند.
علاوه بر تثبیت ساختار لیپوپروتئین و حل کردن عنصر لیپیدها، آپولیپوپروتئین‌ها با گیرنده‌های لیپوپروتئین و پروتئین‌های ناقل لیپید تعامل دارند، که از این طریق در جذب لیپوپروتئین‌ها و انتقال آن‌ها شرکت می‌کنند. آن‌ها همچنین به‌عنوان کوفاکتورهای آنزیمی برای آنزیم‌های خاص درگیر در متابولیسم لیپوپروتئین‌ها عمل می‌کنند.
آپولیپوپروتئین‌ها همچنین توسط ویروس هپاتیت ث (HCV) مورد استفاده قرار می‌گیرند تا ویروس، مونتاژ و انتقال ویروس را فعال کنند. آن‌ها در پاتوژنز ویروسی و فرار ویروس از خنثی کردن آنتی‌بادی‌ها نقش دارند.

## کلاس‌بندی
چندین کلاس و خرده کلاس از آپولیپوپروتئین‌ها وجود دارد، که عبارت‌اند از:
- آپولیپوپروتئین آ (apoA1, apoA2, apoA4, and apolipoprotein A-V (apoA5))
- آپولیپوپروتئین ب (apo B48 and apo B100)
- آپولیپوپروتئین ث (apo C-I, apo C-II, apo C-III, and apo C-IV)
- آپولیپوپروتئین د
- آپولیپوپروتئین ایی
- آپولیپوپروتئین اف
- آپولیپوپروتئین اچ
- آپولیپوپروتئین ال
- آپولیپوپروتئین ام
- آپولیپوپروتئین ا

## سنتز و تنظیم
سنتز آپولیپوپروتئین در روده به‌طور عمده توسط چربی رژیم غذایی تنظیم می‌شود.
سنتز آپولیپوپروتئین در کبد توسط تعدادی از فاکتورها ازجمله ترکیب رژیم غذایی، هورمون‌ها (انسولین، گلوکاگون، تیروکسین، استروژن‌ها، آندروژن‌ها)، مصرف الکل و داروهای مختلف (استاتین، نیاسین و اسیدهای فیبر) کنترل می‌شود. ApoB یک آپوپروتئین انتگرال (سرتاسری) است درحالی‌که بقیه آن‌ها آپوپروتئین‌های پریفرال (محیطی) هستند.
سنتز آپولیپوپروتئین‌هایی مانند apoA4 در هیپوتالاموس شامل ادغام سیگنال‌ها برای تنظیم مصرف مواد غذایی می‌شود، که توسط عصب واگ و کولسیستوکینین تنظیم می‌شود.